# Gordy
Gordy er en amerikansk familie comedy-drama film fra 1995, instrueret af Mark Lewis. Filmen handler om grisungen Gordy som søger sin familie. Gordy har forvildet sig fra familien, som er taget til slagteriet i Omaha. Filmen blev udgivet i biograferne den 12. maj 1995. Det var distribueret af Miramax Family Films.

## Medvirkende
- Doug Stone som Luke MacAllister
- Kristy Young som Jinnie Sue MacAllister
- Tom Lester som kusine Jake
- Deborah Hobart som Jessica Royce
- Michael Roescher som Hanky Royce
- James Donadio som Gilbert Sipes
- Ted Manson som Henry Royce
- Tom Key som Brinks
- Jon Kohler og Afemo Omilami som Dietz og Krugman

### Stemmer
- Justin Garms som Gordy
- Hamilton Camp som Gordys far
- Jocelyn Blue som Gordys mor
- Frank Welker som fortelleren
- Tress MacNeille som Wendy
- Earl Boen som Minnesota Red
- Frank Soronow som Dorothy the Cow
- Billy Bodine som grisungen
- Blaek McIver Ewing som grisungen
- Julianna Harris som grisungen
- Sabrina Weiner som grisungen
- Heather Bahler som grisungen
- Jim Meskimen som Bill Clinton